# Virus (album)
Pour les articles homonymes, voir Virus (homonymie).
Albums de Tagada Jones
Plus de bruit Split
Virus  est le second album du groupe breton Tagada Jones paru en 1998.
Le CD compte 13 morceaux, et dure 40 minutes.

## Titres
1. Chile
2. Émeutes
3. Démence
4. Victime du vice
5. Léonard.p
6. Les affranchis
7. Love parade
8. Marginal
9. Les temps changent
10. Mes péchés
11. Rouge
12. Askatuta
13. Autodestruction